# 톰 리처즈
토머스 존 헨리 ("톰") 리처즈(Thomas John Henry ("John") Richards, 1910년 3월 15일 ~ 1985년 1월 19일)는 주로 마라톤에 참가한 웨일스의 육상 선수였다.
그는 런던에서 열린 1948년 하계 올림픽에 출전하여 마라톤 은메달을 획득했다.